# Boulevardstück
Das Boulevardstück ist ein populäres Theatergenre, zu dem heute meistens leichte Komödien oder Schwänke gerechnet werden, das Mitte des 19. Jahrhunderts aber sämtliche urbanen und kommerziell produzierten Theaterstücke umfasste. Mit Boulevard ist ursprünglich das Pariser Theaterviertel Boulevard du Temple gemeint.

## Begriffsgeschichte
Die seit dem 18. Jahrhundert auf dem Boulevard du Temple gespielten Stücke verbreiteten sich über ganz Europa. Paris und London waren noch die weltgrößten Städte, daher konnte an diesen Orten eine Auslese und Optimierung des Publikumserfolgs stattfinden, wie sie noch bei heutigen Medienprodukten üblich ist. Der Kritiker Max Burkhard meinte um 1905: „Ein Boulevardstück gefällt fast immer, auch ein schlechtes.“

## Theaterform
Unter Boulevardstück wird heute zumeist eine Art Schwank verstanden, in dem die Mechanik der Dramaturgie mit steten Überraschungen und Verwechslungen wichtiger ist als eine genaue Zeichnung der Figuren oder ein „literarischer Gehalt“. Bevorzugtes Thema ist der Gegensatz von standesgemäßem Äußeren und unstandesgemäßen (Liebes-)Affären. Gesellschaftskritische Aspekte treten gegenüber der komödiantischen Wirkung in den Hintergrund. Stücke dieser Art werden häufig auf Tourneen aufgeführt. 
Das Boulevardstück in diesem Sinn erlebt seine Blütezeit mit Autoren wie Eugène Labiche (Die Affäre Rue de Lourcine, 1857) und Georges Feydeau im späteren 19. Jahrhundert bis zum Ersten Weltkrieg. Es richtet sich vorwiegend an das mittlere Bürgertum und das Großbürgertum, aus dem auch seine Protagonisten stammen. Das Boulevardstück verspottet Unzulänglichkeiten aus dem täglichen Leben dieser Gesellschaftsschicht und ist geprägt von Wortwitz und Situationskomik.
Weitere bekannte Autoren von Boulevardstücken waren Eugène Scribe (Das Glas Wasser, 1840), Victorien Sardou, Georges Courteline oder Ludovic Halévy, später etwa Sacha Guitry. Viele Übersetzungen und Vertonungen (Wiener Operette) französischer Boulevardstücke sind im deutschen Sprachgebiet bekannt geworden wie Die Fledermaus (1874) von Johann Strauss.

## Heutige Bedeutung
Heute kommen die meisten Boulevardstücke aus dem englischen Sprachgebiet und sind oft mit erfolgreichen Filmen gekoppelt (wie Arsen und Spitzenhäubchen). Führende Autoren sind Alan Ayckbourn oder Neil Simon (Sonny Boys). Auch in Deutschland wurden zahlreiche vergleichbare Bühnenstücke geschrieben, zum Beispiel von Curt Goetz, Axel von Ambesser, und in der Gegenwart Stefan Vögel. 
Weniger bekannt geblieben sind die ernsten Boulevardstücke, die Melodramen. Die Kriminal- und Abenteuerdramen beherrschte einst René Charles Guilbert de Pixérécourt. Ähnlich wie die ernsten Stummfilme sind sie weitgehend vergessen und durch modernere Medienprodukte im Kriminal- oder Action-Genre ersetzt worden.